# Coreley
Coreley – wieś w Anglii, w hrabstwie Shropshire. Leży 41 km na południe od miasta Shrewsbury i 193 km na północny zachód od Londynu.